# II-divisioona 2016
La II-divisioona 2016 è stata la 23ª edizione del campionato di football americano di terzo livello, organizzato dalla SAJL.

## Squadre partecipanti
| Club               | Città    | Stadio | Sponsor ufficiale | Risultato nella stagione 2015 |
| ------------------ | -------- | ------ | ----------------- | ----------------------------- |
| East City Giants   | Helsinki |        |                   |                               |
| Hanko Sun City     | Hanko    |        |                   |                               |
| Mikkeli Bouncers   | Mikkeli  |        |                   |                               |
| Nokia Ghosthunters | Nokia    |        |                   |                               |
| Pori Bears         | Pori     |        |                   |                               |

## Stagione regolare

### Calendario

#### 1ª giornata
| Mikkeli 14 maggio 2016, ore 14:00 | Mikkeli Bouncers | 15 – 14 | Hanko Sun City | Urpolan tekonurmi |

| Pori 14 maggio 2016, ore 15:00 | Pori Bears | 35 – 14 | Nokia Ghosthunters | Porin urheilukeskus |

#### 2ª giornata
| Nokia 21 maggio 2016, ore 16:00 | Nokia Ghosthunters | 27 – 14 | Hanko Sun City | Menkalan Tekonurmi |

| Helsinki 21 maggio 2016, ore 16:30 | East City Giants | 8 – 13 | Pori Bears | Velodromo di Helsinki |

#### 3ª giornata
| Hanko 28 maggio 2016, ore 14:00 | Hanko Sun City | 17 – 0 | East City Giants | Rukki Arena |

| Mikkeli 29 maggio 2016, ore 14:00 | Mikkeli Bouncers | 12 – 28 | Nokia Ghosthunters | Urpolan tekonurmi |

#### 4ª giornata
| Pori 11 giugno 2016, ore 15:00 | Pori Bears | 40 – 14 | Hanko Sun City | Porin urheilukeskus |

#### 5ª giornata
| Mikkeli 18 giugno 2016, ore 14:00 | Mikkeli Bouncers | 20 – 27 | Pori Bears | Urpolan tekonurmi |

| Nokia 18 giugno 2016, ore 16:00 | Nokia Ghosthunters | 19 – 16 | East City Giants | Menkalan Tekonurmi |

#### 6ª giornata
| Nokia 2 luglio 2016, ore 16:00 | Nokia Ghosthunters | 11 – 10 | Pori Bears | Menkalan Tekonurmi |

| Helsinki 2 luglio 2016, ore 16:30 | East City Giants | 25 – 0 | Mikkeli Bouncers | Velodromo di Helsinki |

#### 7ª giornata
| Hanko 9 luglio 2016, ore 14:00 | Hanko Sun City | 6 – 22 | Mikkeli Bouncers | Rukki Arena |

| Pori 9 luglio 2016, ore 15:00 | Pori Bears | 36 – 12 | East City Giants | Porin urheilukeskus |

#### 8ª giornata
| Hanko 16 luglio 2016, ore 14:00 | Hanko Sun City | 15 – 10 | Nokia Ghosthunters | Rukki Arena |

#### 9ª giornata
| Nokia 23 luglio 2016, ore 16:00 | Nokia Ghosthunters | 17 – 6 | Mikkeli Bouncers | Menkalan Tekonurmi |

| Helsinki 23 luglio 2016, ore 16:00 | East City Giants | 14 – 0 | Hanko Sun City | Velodromo di Helsinki |

#### 10ª giornata
| Mikkeli 30 luglio 2016, ore 14:00 | Mikkeli Bouncers | 28 – 20 | East City Giants | Urpolan tekonurmi |

| Hanko 30 luglio 2016, ore 14:00 | Hanko Sun City | 20 – 42 | Pori Bears | Rukki Arena |

#### 11ª giornata
| Pori 6 agosto 2016, ore 13:00 | Pori Bears | 41 – 20 | Mikkeli Bouncers | Porin urheilukeskus |

| Helsinki 6 agosto 2016, ore 15:30 | East City Giants | 9 – 20 | Nokia Ghosthunters | Velodromo di Helsinki |

### Classifica
La classifica della regular season è la seguente:
- PCT = percentuale di vittorie, G = partite giocate, V = partite vinte, P = partite perse, PF = punti fatti, PS = punti subiti

| Pos. | Squadra            | PCT  | G | V | N | P | PF  | PS  |
| ---- | ------------------ | ---- | - | - | - | - | --- | --- |
| 1    | Pori Bears         | .875 | 8 | 7 | 0 | 1 | 244 | 119 |
| 2    | Nokia Ghosthunters | .750 | 8 | 6 | 0 | 2 | 146 | 117 |
| 3    | Mikkeli Bouncers   | .375 | 8 | 3 | 0 | 5 | 123 | 178 |
| 4    | Hanko Sun City     | .250 | 8 | 2 | 0 | 6 | 100 | 170 |
| 5    | East City Giants   | .250 | 8 | 2 | 0 | 6 | 104 | 133 |

## Playoff

### Tabellone
|  | Semifinali | Semifinali         | Semifinali |                  |    | VI Rautamalja | VI Rautamalja | VI Rautamalja |  |
|  |            |                    |            |                  |    |               |               |               |  |
|  |            |                    |            |                  |    | 1             | Pori Bears    | 21            |  |
|  |            |                    |            |                  |    | 1             | Pori Bears    | 21            |  |
|  |            |                    |            | Mikkeli Bouncers | 23 |               |               |               |  |
|  | 2          | Nokia Ghosthunters | 14         | Mikkeli Bouncers | 23 |               |               |               |  |
|  | 2          | Nokia Ghosthunters | 14         |                  |    |               |               |               |  |
|  | 3          | Mikkeli Bouncers   | 21         |                  |    |               |               |               |  |

### Semifinale
| Nokia 13 agosto 2016, ore 16:00 | Nokia Ghosthunters | 14 – 21 | Mikkeli Bouncers | Menkalan Tekonurmi |

### VI Rautamalja
| Pori 21 agosto 2016, ore 15:00 | Pori Bears | 21 – 23 | Mikkeli Bouncers | Porin urheilukeskus |

## Verdetti
- Mikkeli Bouncers Vincitori del Rautamalja 2016